# Curières
Curières – miejscowość i gmina we Francji, w regionie Oksytania, w departamencie Aveyron. W 2013 roku jej populacja wynosiła 226 mieszkańców. 

## Zabytki
Zabytki w miejscowości posiadające status monument historique:
- krzyż La Roussarie (fr. Croix de la Roussarie)